# Championnat de France masculin de handball de deuxième division 1987-1988
Navigation
Nationale 2 1986-1987 Nationale 1B 1988-1989
Le championnat de France masculin de handball de Nationale 1B 1987-1988 est la trente-sixième édition de cette compétition, le deuxième plus haut niveau de handball en France et la quatrième édition depuis que la dénomination de Nationale 1B a été posée.
À l'issue de la saison, le SLUC Nancy COS Villers est déclaré champion de France en s'imposant en finale face à l' ESM Gonfreville. Tous deux sont promus en Nationale 1 en compagnie du Villeurbanne Handball Club, vainqueur en barrages.

## Modalités
Les modalités de cette saison sont :
- les vingt-quatre équipes réparties en deux poules de douze équipes
- Les clubs classés premiers de chacune des deux poules sont promus en Nationale 1A et sont qualifiés pour la finale du championnat pour déterminer le club champion de France.
- Les clubs classés seconds de chacune des deux poules s'opposent en barrages d'accession : le vainqueur est alors promu en Nationale 1A
- Les clubs classés aux deux dernières places de chacune des deux poules sont relégués en Nationale 2.
- Les clubs classés à la 10e place de chacune des deux poules doivent disputer des barrages de relégation face aux deux clubs vainqueurs des barrages d'accession de Nationale 2 : les deux vainqueurs de ces oppositions évolueront en Nationale 1B en 1988-1989.

## Phase de poules

### Légende
- Promu en Nationale 1A et qualifié pour la finale du championnat
- Qualifié pour les barrages d'accession
- Qualifié pour les barrages de relégation
- Relégué en Nationale 2
- R : Relégué de Nationale 1A en début de saison
- (P) : Promu de Nationale 2 en début de saison

### Poule 1
Le classement final de la poule 1 est :
|    | Équipe                    | Pts | J  | G  | N | P  | Bp  | Bc  | Diff |
| -- | ------------------------- | --- | -- | -- | - | -- | --- | --- | ---- |
| 1  | ESM Gonfreville           | 59  | 22 | 18 | 1 | 3  | 505 | 414 | 91   |
| 2  | Girondins de Bordeaux HBC | 56  | 22 | 16 | 2 | 4  | 567 | 455 | 112  |
| 3  | SC Sélestat 1906          | 55  | 22 | 16 | 1 | 5  | 558 | 485 | 73   |
| 4  | CSA Kremlin-Bicêtre       | 55  | 22 | 16 | 1 | 5  | 515 | 468 | 47   |
| 5  | Stella Sport Saint-MaurR  | 45  | 22 | 9  | 5 | 8  | 483 | 463 | 20   |
| 6  | Stade Toulousain          | 44  | 22 | 11 | 0 | 11 | 529 | 530 | -1   |
| 7  | Dreux AC                  | 43  | 22 | 9  | 3 | 10 | 516 | 507 | 9    |
| 8  | HBC Anzin                 | 42  | 22 | 9  | 2 | 11 | 532 | 540 | -8   |
| 9  | ASL Robertsau             | 40  | 22 | 8  | 2 | 12 | 464 | 497 | -33  |
| 10 | CSM Livry-Gargan          | 35  | 22 | 5  | 3 | 14 | 460 | 511 | -51  |
| 11 | US Saintes CC             | 28  | 22 | 3  | 0 | 19 | 483 | 589 | -106 |
| 12 | HBCM Saint-Pol-sur-Mer    | 26  | 22 | 1  | 2 | 19 | 399 | 552 | -153 |

### Poule 2
Le classement final de la poule 2 est :
|    | Équipe                     | Pts | J  | G  | N | P  | Bp  | Bc  | Diff |
| -- | -------------------------- | --- | -- | -- | - | -- | --- | --- | ---- |
| 1  | SLUC Nancy COS Villers     | 63  | 22 | 20 | 1 | 1  | 502 | 396 | 106  |
| 2  | Villeurbanne Handball Club | 60  | 22 | 18 | 2 | 2  | 578 | 460 | 118  |
| 3  | FC Mulhouse                | 49  | 22 | 13 | 1 | 8  | 527 | 481 | 46   |
| 4  | ASPTT Metz                 | 46  | 22 | 11 | 2 | 9  | 542 | 522 | 20   |
| 5  | HBC VillefrancheR          | 44  | 22 | 10 | 2 | 10 | 497 | 502 | -5   |
| 6  | US Altkirch                | 44  | 22 | 10 | 2 | 10 | 562 | 577 | -15  |
| 7  | ES St-Martin-d'Hères       | 43  | 22 | 10 | 1 | 11 | 503 | 510 | -7   |
| 8  | ES Besançon                | 41  | 22 | 8  | 3 | 11 | 475 | 475 | 0    |
| 9  | CSL Dijon                  | 41  | 22 | 9  | 1 | 12 | 458 | 465 | -7   |
| 10 | APAS de Paris              | 38  | 22 | 7  | 2 | 13 | 495 | 517 | -22  |
| 11 | AS Cannes                  | 30  | 22 | 3  | 2 | 17 | 488 | 602 | -114 |
| 12 | SE Beaune                  | 29  | 22 | 2  | 3 | 17 | 441 | 561 | -120 |

## Phase finale

### Finale du championnat
La finale oppose le premier de chacune des deux poules. Les deux clubs sont également assurés d’être promus en Nationale 1A.
L'ESM Gonfreville remporte le match aller à domicile d'un but (22-21) mais lors du match retour, le SLUC Nancy COS Villers s'impose de cinq buts (24-19) et est donc déclaré champion de France :
| Équipe 1        | Score   | Équipe 2               | Aller   | Retour  |
| --------------- | ------- | ---------------------- | ------- | ------- |
| ESM Gonfreville | 41 – 45 | SLUC Nancy COS Villers | 22 – 21 | 19 – 24 |

### Barrage d'accession
Le barrage entre les seconds de chacune des deux poules a été remporté par le Villeurbanne Handball Club face aux Girondins de Bordeaux HBC. Villeurbanne est ainsi promu en Nationale 1A.

### Barrages de relégation
Les barrages de relégation opposent les deux dizièmes de chacune des poules aux deux clubs vainqueurs des barrages d'accession de Nationale 2. Les matchs et résultats ne sont pas connus.